# 73 a.C.
Il 73 a.C. (LXXIII a.C. in numeri romani) è un anno  del I secolo a.C.

## Eventi
- Rivolta dei gladiatori di Capua guidati da Spartaco. Terza guerra servile e sconfitta dell'esercito romano nella Battaglia del Vesuvio.
- India: ha fine la dinastia Shunga e ha inizio quella Kanva.

## Nati
- Cornelia Metella, nobildonna romana

## Morti
- Lentulo Batiato, preparatore atletico romano
- Lucio Marcio Filippo, politico romano (n. 141 a.C.)

## Nella fiction
In questo anno sono ambientati:
- la tragedia Spartaco di Alessandro Manzoni (1823)
- il romanzo Spartacus di Howard Fast (1951)